# Francis Lane
Francis Lane (23. september 1874 i Chicago, Illinois, USA – 17. februar 1927 i Chicago, Illinois, USA) var en amerikansk atlet. Han deltog i OL 1896 i Athen.
Lane deltog i 100 meter løb og vandt det første heat i tiden 12.6 sekunder. I finalen var der dødt løb mellem ham og deltageren fra Ungarn Alojz Sokol om tredjepladsen. De fik begge bronzemedaljen. 100 meter var den første olympiske konkurrence, og vinderen af første heat, Lane, kan derfor betragtes som den første olympiske vinder.
| Atletikudøver | Spire Denne biografi om en amerikansk atletikudøver er en spire som bør udbygges. Du er velkommen til at hjælpe Wikipedia ved at udvide den. |